# Çò de Pascalet
Çò de Pascalet és una obra de Bossòst (Vall d'Aran) inclosa a l'Inventari del Patrimoni Arquitectònic de Catalunya.

## Descripció
Finestral d'estil barroc, construït a partir de carreus bisellats de diferent gruix disposats en brancals que suporten una llinda força desenvolupada amb limitació de dovelles. A la part superior, la cornisa és motllurada i està presidida per un arc de mig punt que encabeix, com si fos un medalló, un bust en alt relleu i amb doble collar on s'hi llegeix, a la base, la inscripció 1707. L'entradós de la finestra està decorat per una clau amb motllura de motius florals i la següent inscripció: A D/V BE/T.B O/t[ Arnau? de Berart i Bossòst].

## Història
Els Bossòst foren d'antuvi castlans d'aquesta població, i un dels comptats llinatges de la Val que assoliren el status nobiliari. La data de 1707 ens situa en plena guerra de successió, en principi favorable a Felip d'Anjou. La reunió dels cognoms Berart i Bossòst la trobem documentada a finals del segle xviii a Vielha i Vila